# Bistum Vicenza
Das Bistum Vicenza (lateinisch Dioecesis Vicentina, italienisch Diocesi di Vicenza) ist eine in Italien gelegene Diözese der römisch-katholischen Kirche mit Sitz in Vicenza.
Das Bistum wurde im 2. Jahrhundert gegründet. Heute untersteht es als Suffraganbistum dem Patriarchat von Venedig.

## Weblinks

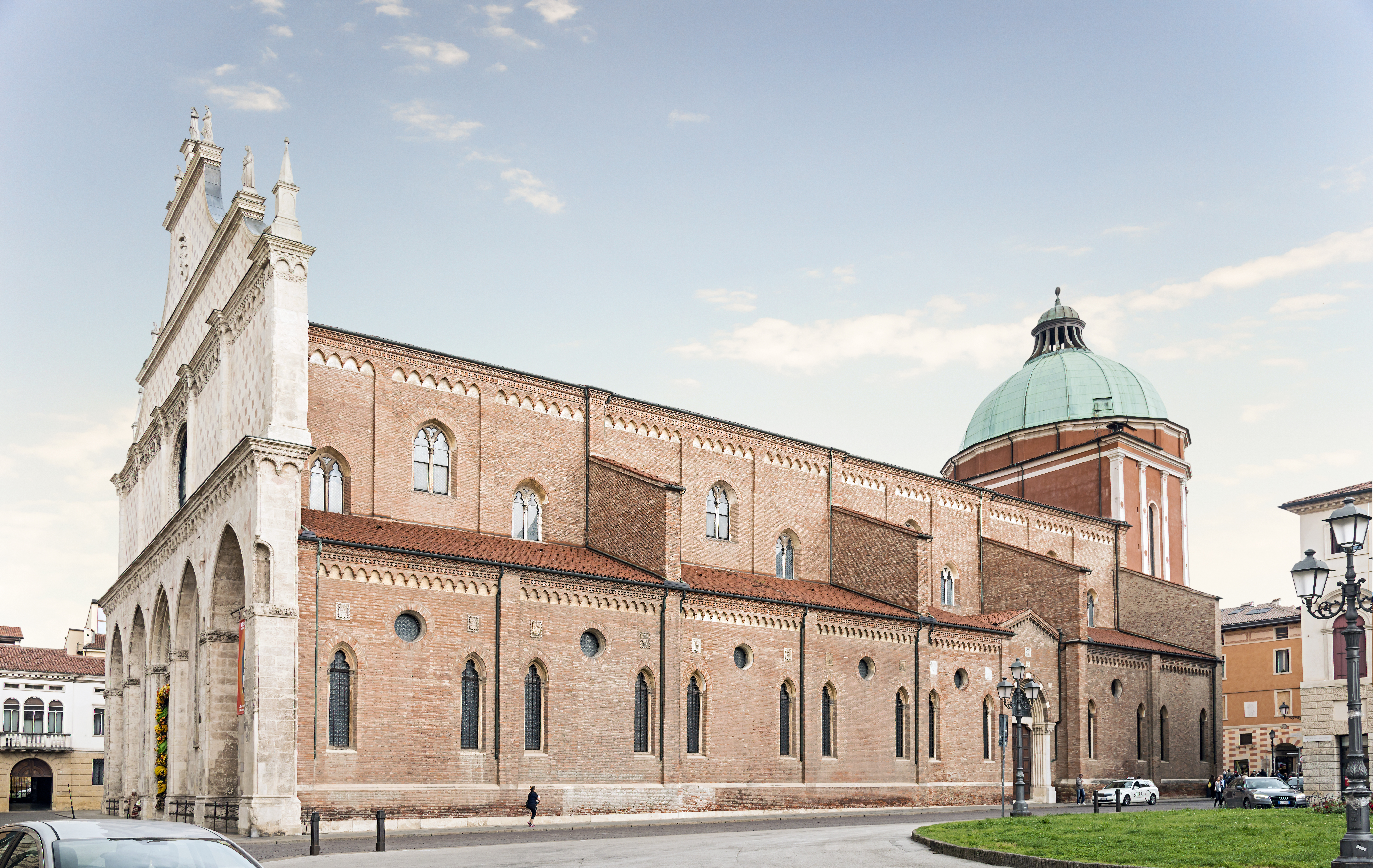
Kathedrale von Vicenza